# Anxious Bay
Anxious Bay är en vik i Australien. Den ligger i delstaten South Australia, omkring 410 kilometer nordväst om delstatshuvudstaden Adelaide.